# カナの婚礼 (ヴェロネーゼ)

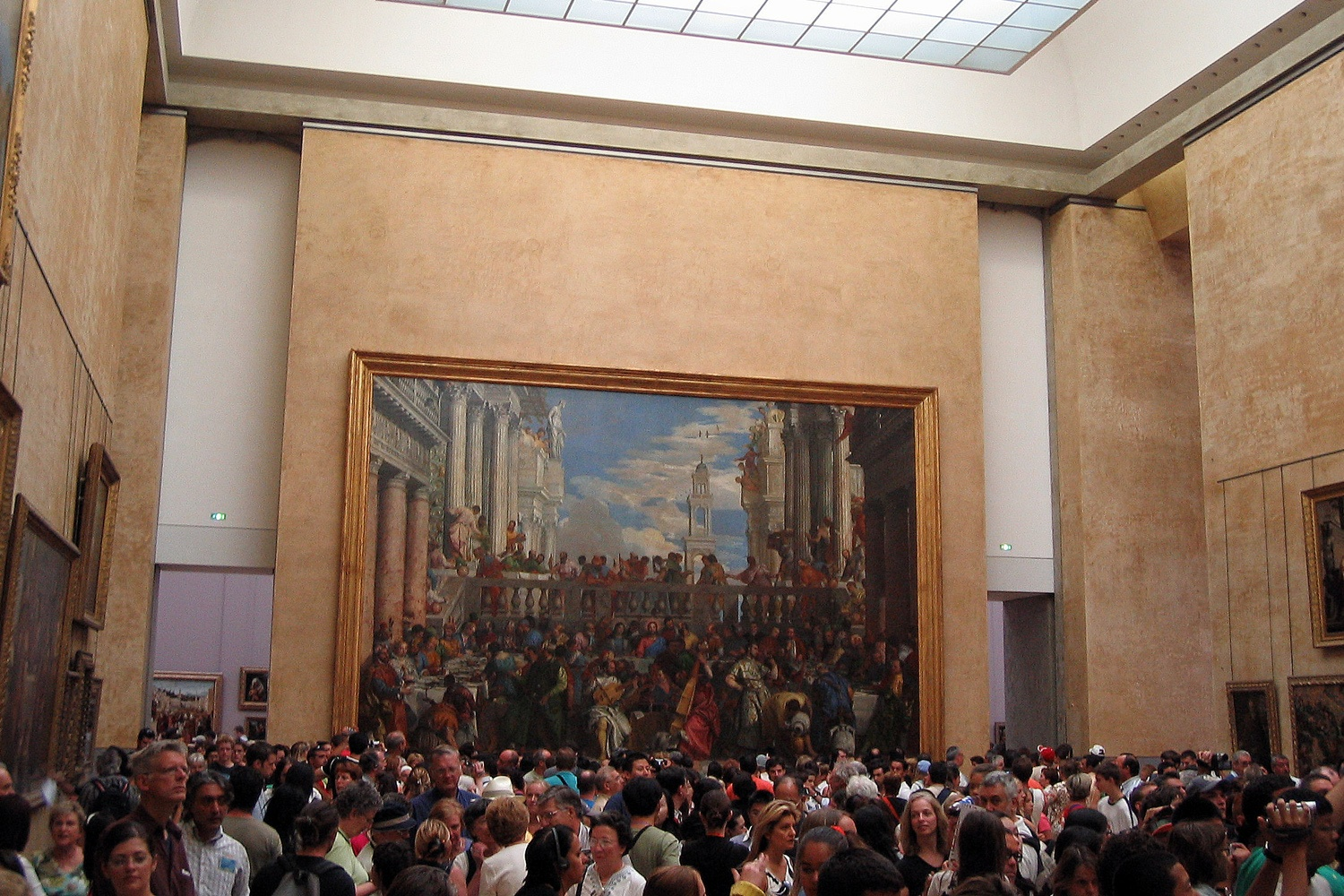
ルーヴル美術館での展示風景。

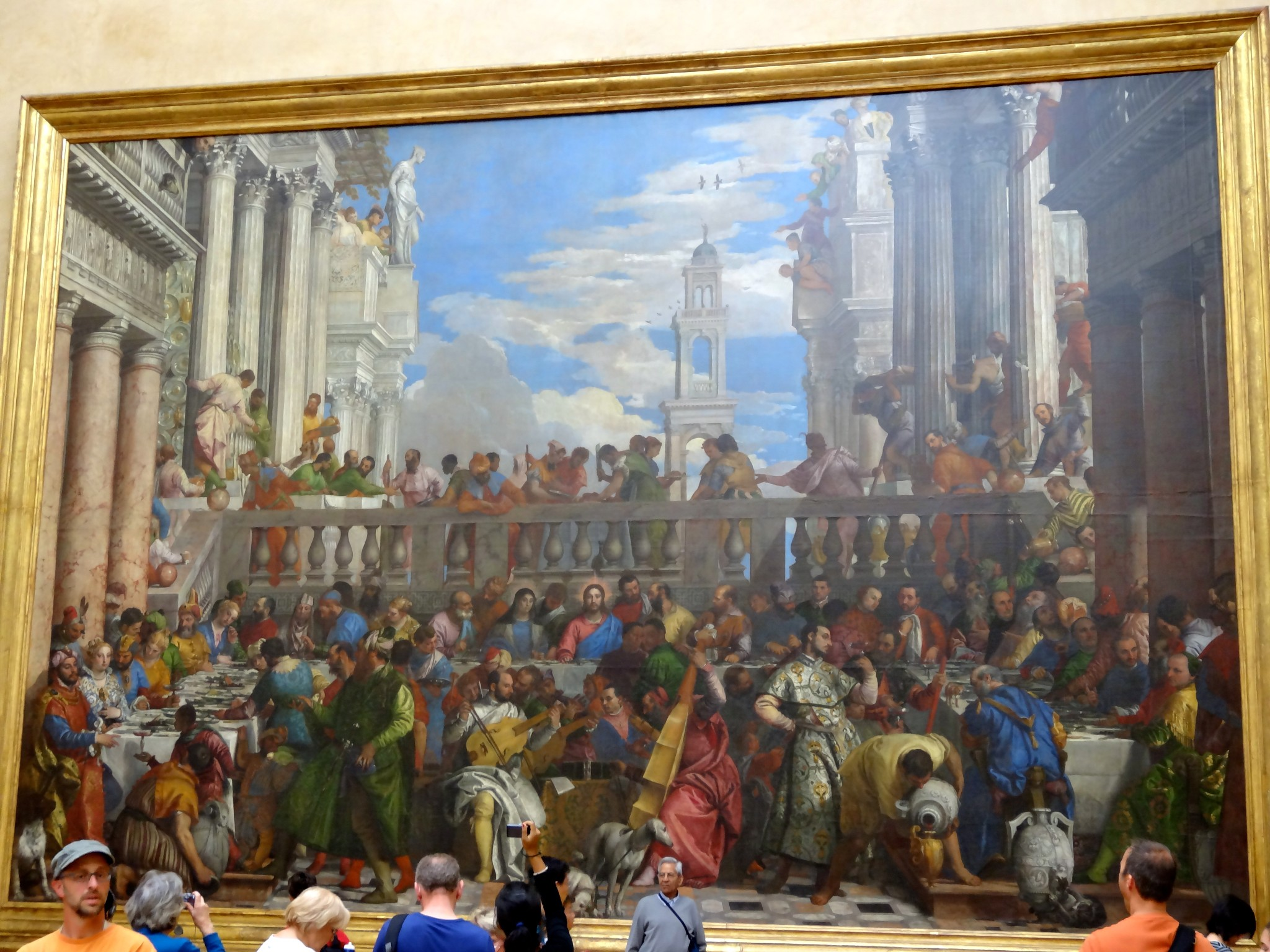
ルーヴル美術館での展示風景。

『カナの婚礼』（伊: Nozze di Cana, 英: The Wedding Feast at Cana）は、イタリアルネサンス期のヴェネツィア派の画家パオロ・ヴェロネーゼが1563年に制作した絵画である。油彩。主題は『新約聖書』「ヨハネの福音書」2章1-11で語られている、ガリラヤのカナでの結婚披露宴でイエス・キリストが行った最初の奇跡から取られている。非常に大きなサイズの絵画はルネサンス後期のマニエリスム（1520年-1600年）で制作され、ルネサンスを代表する芸術家レオナルド・ダ・ヴィンチ、ラファエロ・サンツィオ、ミケランジェロ・ブオナローティらが実践した構成上の調和における様式的理想への理解を示している。
盛期ルネサンスの芸術（1490年-1527年）は理想的な比率、バランスのとれた構成、美しさの点において人間の姿を強調したが、一方でマニエリスムは、図像、照明、色彩におけるルネサンスの理想を誇張した。絵画空間を平らにし、人間の姿を現実的な表現としてではなく、主題の理想的な先入観として歪曲することによって、非対称あるいは不自然でありながらエレガントな配置を実現した。絵画の要素間の視覚的な緊張とカナの結婚披露宴の人物間の主題の不安定性は、ヴェロネーゼによる技術的工夫の適用、洗練された文化的コードと象徴性（社会的、宗教的、神学的）の包含に由来し、関連する『聖書』の物語をルネサンスと現代の鑑賞者に提示している。
現在、ヴェネツィアで制作された『カナの婚礼』はルーヴル美術館に所蔵されている。そのキャンバスの大きさはルーヴル美術館の膨大な絵画コレクションの中で最大を誇る。
イタリア政府から返還要求が出されたことがあり、それに対してフランス政府は「大きすぎるから運べない」との声明を出して、返還を拒否している。

## 主題
カナの婚礼で起きた不思議な出来事はイエス・キリストが公衆の前で行った最初の奇跡として知られている。「ヨハネの福音書」2章1-11によると、聖母マリアとイエス・キリストはガリラヤのカナで行われた結婚披露宴に出席した。ぶどう酒が尽きたとき、マリアがそのことをイエスに伝えたが、イエスは「私とあなたに何の関係があるのですか」と取り合わなかった。しかしマリアは給仕する奴隷たちにイエスが何かを言ったらどんなことでも彼の言う通りにしてくださいと頼んでおいた。やがてイエスは口を開き、石の水がめに水を入れるよう言った。すると水は極上のぶどう酒になった。

## 制作経緯

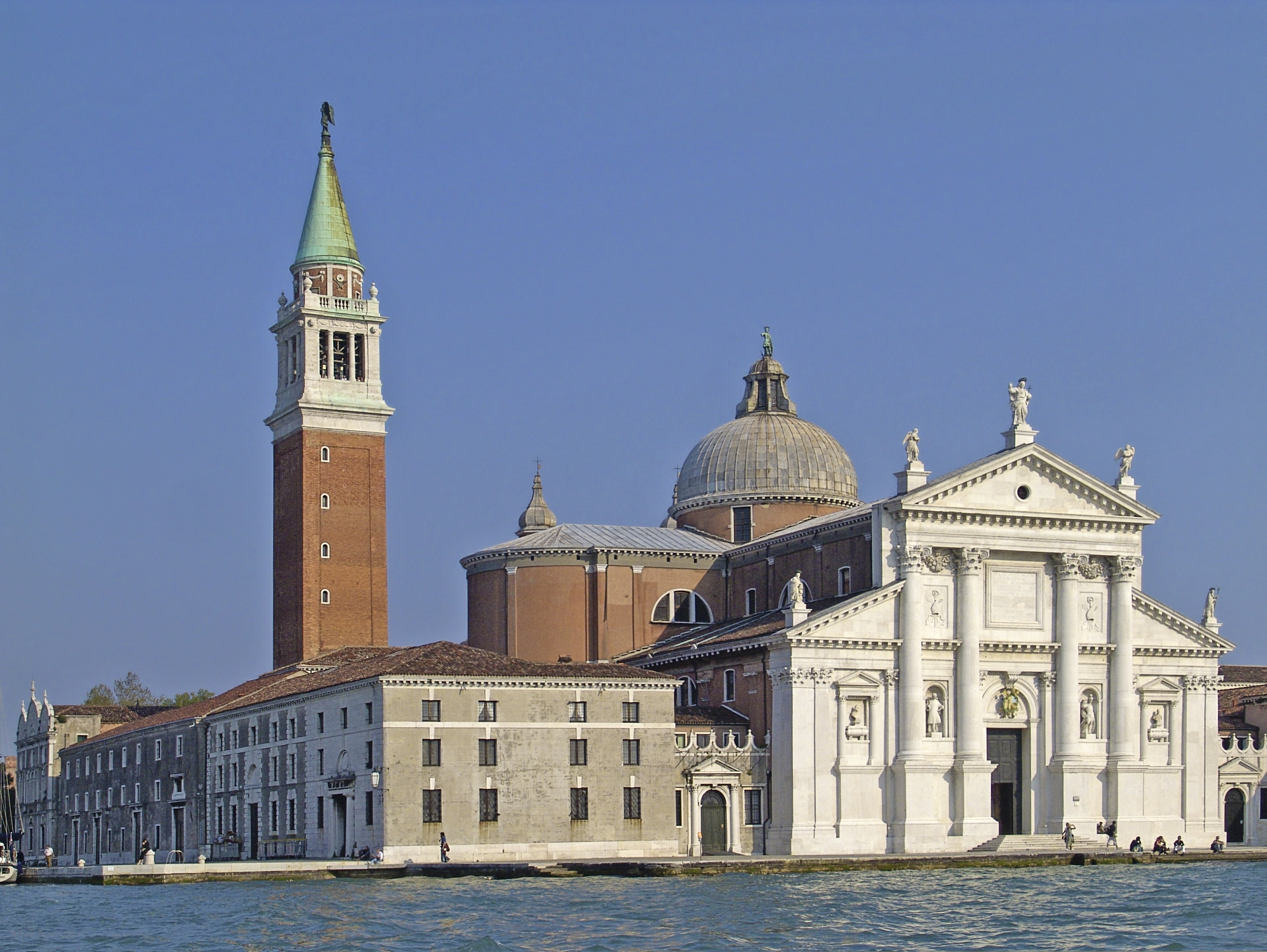
サン・ジョルジョ・マッジョーレ聖堂。

『カナの婚礼』は、もともとヴェネツィアの潟にある島サン・ジョルジョ・マッジョーレの名前の由来となったサン・ジョルジョ・マッジョーレ聖堂のために制作された。
1562年6月6日、ベネディクト会（OSB）はヴェロネーゼに建築家アンドレーア・パッラーディオによって設計されたサン・ジョルジョ・マッジョーレ聖堂の修道院の新しい食堂の後壁を飾る記念碑的な絵画の制作を依頼した。主題を『カナでの結婚式で行われた披露宴』と定めた委託に関する契約書の中で、ベネディクト会の修道士たちはヴェロネーゼに324ドゥカートを支払うことを規定した。同様にヴェロネーゼ個人および家族の生活費を支払い、ワインの樽を提供し、常に食堂での食事を供することも条項の中に盛り込まれた。
美的観点からは、ベネディクト会の契約書は画家が「完全に収容できる数の人物像を生み出し、ガリラヤのカナでのキリストが起こした奇跡の宴会の歴史」を描写すること、ならびに最適な色（optimi colori）の使用を規定した。具体的には変成岩である半貴石のラピスラズリから作られた深い青色の顔料ウルトラマリンが挙げられる。ヴェロネーゼは弟のベネデット・カリアリの助けを借りて、1563年9月に完成した絵画を11月のマドンナ・デッラ・サルーテ祭に間に合うように納品した。

## 作品

### 構成と技法
17世紀の1630年代半ばに、アンドレア・サッキ（1599年-1661年）の支持者とピエトロ・ダ・コルトーナ（1596年-1669年）の支持者は、再現描写の構成にとっての理想的な人物像の数について多くのことを主張した。サッキはほんのわずかな人数（12人未満）だけが、芸術家が人物の性格を伝えるユニークな身体のポーズや顔の表情を正直に描写できると述べた。一方のダ・コルトーナは、多くの人物像はサブテーマが発展する壮大な主題の中に絵画の一般的なイメージを統合すると述べた。18世紀の『芸術に関する7つの講話』（1769年–1790年）において、肖像画家ジョシュア・レイノルズ（1723年–1792年）は次のように述べている。
マニエリスム様式の物語の絵画として、『カナの婚礼』はヴェネツィア派の色彩（colorito）に重きを置くティツィアーノ・ヴェチェッリオの絵画哲学から、レオナルド・ダ・ヴィンチ（1452年-1519年）、ラファエロ・サンツィオ（1483年-1520年）、ミケランジェロ・ブオナローティ（1475年-1564年）の作品で用いられた盛期ルネサンスの構成に関する素描（disegno）までの、様式的および絵画的要素を兼ね備えている。混雑した宴会場面のヴェロネーゼの描写は下から上を見るようになっている。なぜなら絵画の下端は大修道院長のヘッドテーブルの席の背後の上方、食堂の床から2.5メートル離れたところに位置していたからである。
ベネディクト会の契約で規定されていたように、記念碑的な寸法（6.77m x 9.94m）と面積（67.29m2）のキャンバスは飾られる食堂の壁全体を占め、遠近法と建築学に基づく現実的仮想的表現の技術に裏打ちされたヴェロネーゼの芸術的才能は、食堂の空間的拡張として『カナの婚礼』を見るように鑑賞者を促した。

### 宴会
『カナの婚礼』は16世紀のヴェネツィア社会の特徴であった豪華な食事と音楽の饗宴の壮大なスタイルによって、水をワインに変えるイエスの奇跡を表している。俗世界に囲まれた中の聖なる世界で「宴会料理は富、権力、洗練を意味するだけでなく、それらの特性を個々の晩餐に招かれた客たちに直接移している。この上なく美しい料理が彼らをこの上なく美しくしている」。宴会の場面は古代ギリシアやヴェロネーゼと同時代のルネサンス期のギリシア建築とローマ建築に囲まれている。グレコ・ローマン建築は低い欄干で囲まれた中庭を囲むドリス式柱頭とコリント式柱頭が特徴である。中庭を越えた遠くの場所に、建築家アンドレーア・パッラーディオによるアーケード状の塔が建っている。前景では音楽家がリュート、ヴィオローネ、ヴィオラ・ダ・ガンバなど、後期ルネサンスの弦楽器を演奏している。

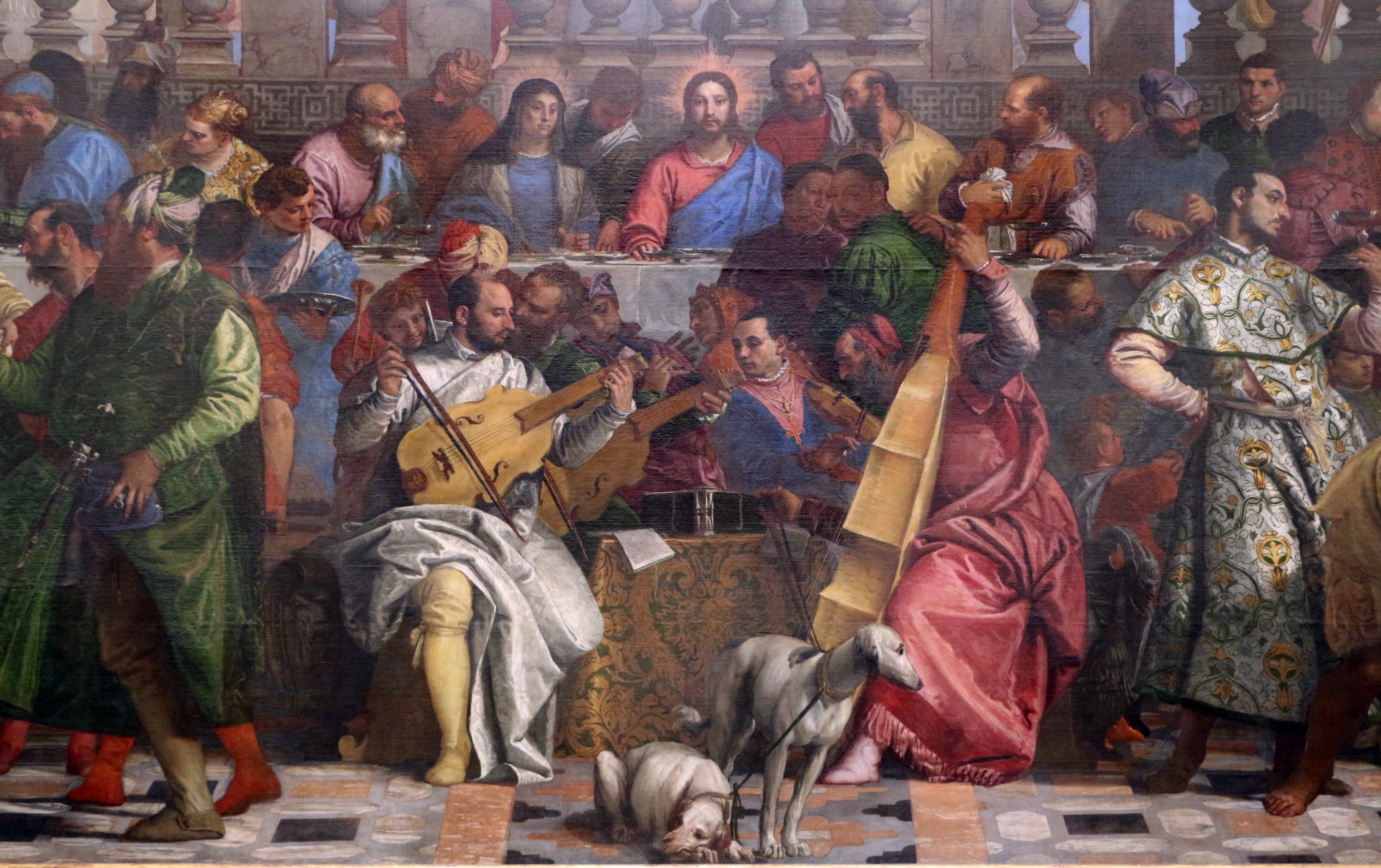
『カナの婚礼』の雰囲気を盛り上げている音楽家は、ヴェロネーゼ（ヴィオラ・ダ・ブラッチョ）とヴェネツィア派の主要な画家ヤコポ・バッサーノ（コルネット）、ティントレット（ヴィオラ・ダ・ブラッチョ）、ティツィアーノ（ヴィオローネ）である。赤い服を着たティツィアーノのそばに立っている男は詩人のピエトロ・アレティーノ（ディテール、画面中央下部）。

結婚式のゲストにはオーストリアの君主レオノール・デ・アウストリア、フランス王国のフランソワ1世、イングランド王国のメアリー1世、オスマン帝国の第10代皇帝スレイマン1世、神聖ローマ皇帝カール5世などの歴史的な人物がいる。詩人ヴィットーリア・コロンナ、外交官マルカントニオ・バルバロ、建築家ダニエル・バルバロ。貴族のジュリア・ゴンザーガ、枢機卿レジナルド・ポール、ローマ・カトリック教会の最後のカンタベリー大司教、フランソワ1世の道化師トリブレ、オスマン帝国の政治家ソコルル・メフメト・パシャ。みなすべてルネサンスで人気があったトルコ風（alla Turca）の豪華な西洋と東洋のファッションに身を包んでいる。
18世紀の伝説と芸術の伝承によると、ヴェロネーゼ本人はヴィオラ・ダ・ブラッチョを演奏している白いチュニックの音楽家として宴会シーンに参加している。ヴェロネーゼに付随する主な画家は、コルネットを演奏するヤコポ・バッサーノ、ヴィオラ・ダ・ブラッチョを演奏するティントレット、ヴィオローネを演奏する赤い服を着たティツィアーノといったヴェネツィア派の主な画家である。彼らのほかに、イエス・キリストの奇跡によって現れた赤ワインが注がれたグラスを見つめながら考えをめぐらせている詩人ピエトロ・アレティーノが立っている。より最近の研究では、ヴェロネーゼの後に座ってヴィオラ・ダ・ガンバを演奏している演奏者の素性を、音楽理論家であり、後にナポリ王国の宮廷でカペルマイスター（楽長）を務めたディエゴ・オルティスと関連付けている。

### シンボリズム

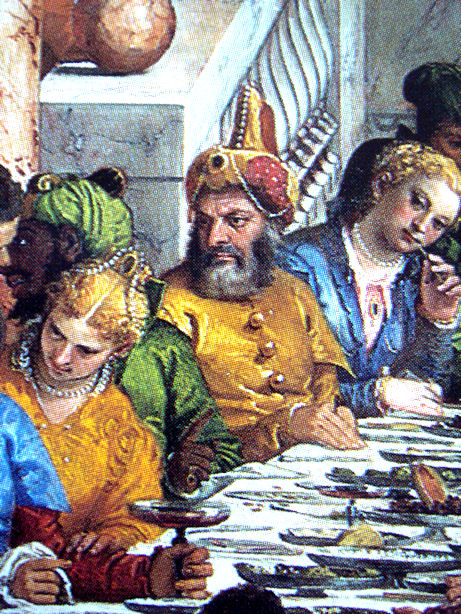
ヴェロネーゼは結婚披露宴の宴会テーブルで、デザートコースのワインを待つ来賓たちを描写している。新しい赤ワインを待っている来賓には、壮麗帝と称されるスレイマン1世、爪楊枝を使っている優雅な女性、そして、彼女の夫に配られた新しい赤ワインについて花嫁に尋ねるように夫に促している女性が含まれている（ディテール、画面左下）。

『カナの婚礼』は近世の絵画であり、ヴェロネーゼによる水からワインに変化する奇跡の解釈に関する宗教的および神学的な物語は2つの部分に分かれている。

#### 横軸
絵画の下半分には130人の人物が含まれている。絵画の上半分は曇り空とグレコ・ローマン建築で占められており、結婚披露宴に新郎新婦を祝うために招待された歴史上の人物と後期ルネサンスの人物を含んでいる。一部の人間の姿は短縮された視点、マニエリスムの様式で描かれている。絵画の中の古い建築はアンドレーア・パッラーディオの現代建築を反映している。物語の扱いは、宗教的な主題を、そのほとんどが16世紀のルネサンス社会で知られているアジア＝オリエントのおしゃれな衣装に身を包んでいる歴史的および同時代的な名士たちで構成されたコスモポリタニズム的なタブローの中に配置している。
音楽家たちの背後のテーブルに座っているのは、聖母マリア、ナザレのイエス、そして彼の12人の使徒たちである。イエスの頭上の高架通路で1人の男が宴会を見守り、料理人が調理された動物の肉を分割して皿に切り分けるのをサービングメイドが待っている。右側ではポーターが祝宴のご馳走を食べている人のところに到着し、肉を給仕している。縦に一列に並んだ料理人の包丁と高架下のイエスの姿、および屠殺された動物は、神の子羊としての彼の犠牲を予告している。

##### 画面右下
裸足の召使いが、以前は水で満たされていた大きくて華やかな石の水がめを持ち上げて、給仕のオイコノエに新しい赤ワインを注いでいる。召使いの後ろには詩人ピエトロ・アレティーノが立っており、グラスに注がれた赤ワインを熱心に検討している。

##### 画面左下
家令（緑の服に身を包んだ人物）が黒人の召使いの少年を監視しており、召使いの少年が新しい赤ワインのグラスを結婚式の宴の主である花婿に差し出している。婚約者が座るテーブルの向こう側に矮人が明るい緑色のオウムを手に持っており、家令を見上げながら指示を待っている。

#### 縦軸
光と影の対比は死とヴァニタスの共存、つまり地上の生の一時的な喜びを象徴している。宗教的象徴の儀礼は社会的儀礼に取って代わっている。
結婚式の祝宴では、聖なる来賓たちと定命の花婿・花嫁はたがいの社会的地位を交換しており、イエスや聖母マリア、および彼の使徒たちの何人かは、宴会テーブルの中央の名誉ある場所に座り、花嫁と花婿は来賓としてテーブル右翼の最も遠い場所に座っている。イエスの頭上では料理人が子羊を切り分け、イエスの下（前景）では音楽家たちが生き生きと楽器を演奏しているが、その音楽家たちの前には人間の虚栄心の無益さを象徴する砂時計が置かれている。さらに、祝宴の料理のメインコースであるロースト肉の調理が継続して行われているにもかかわらず、結婚式の来賓たちは肉ではなく果物とナッツ類、ワイン、甘いメンブリージョ（マルメロのゼリー。食べることができ、象徴的に結婚を意味する）を含むデザートのコースを食べている。この調理場と食事をしている人々の間の矛盾は、調理された動物が象徴的であり、食べることを意図して描かれているのではないことを暗示している。

### ディテール

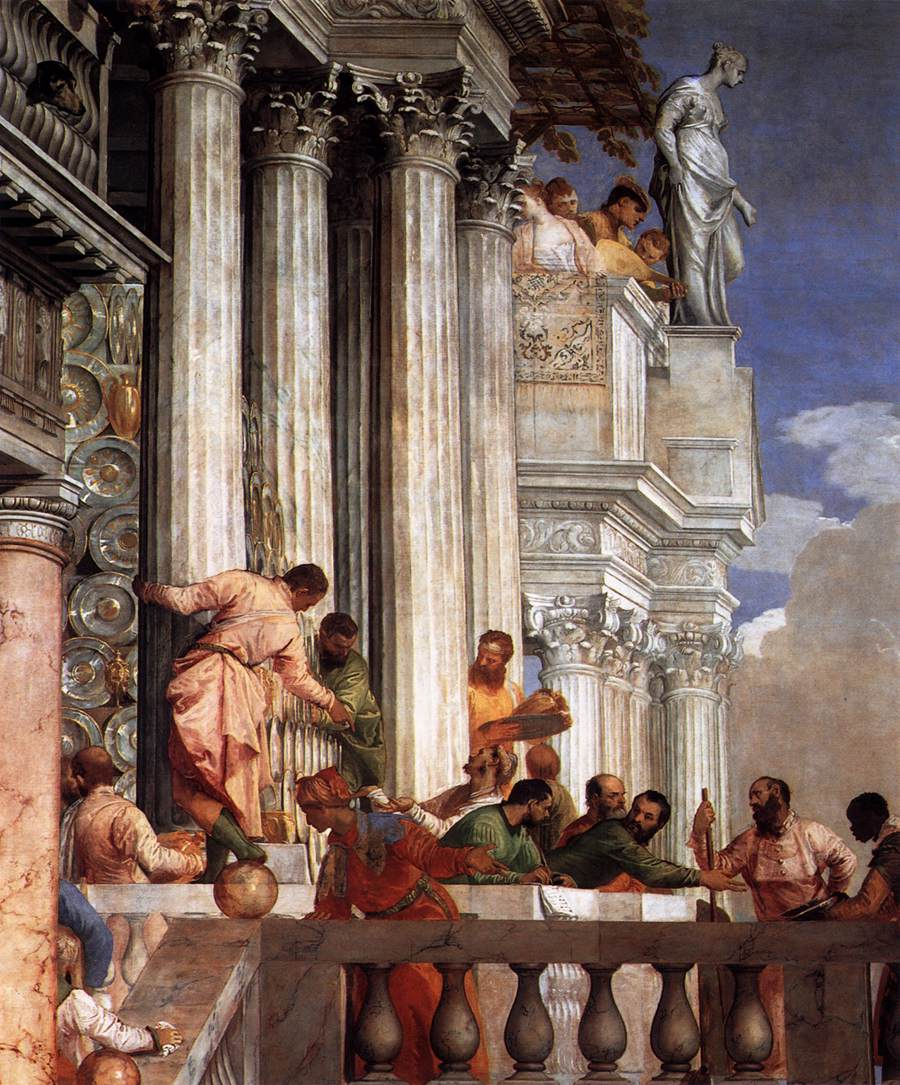
画面左上部。
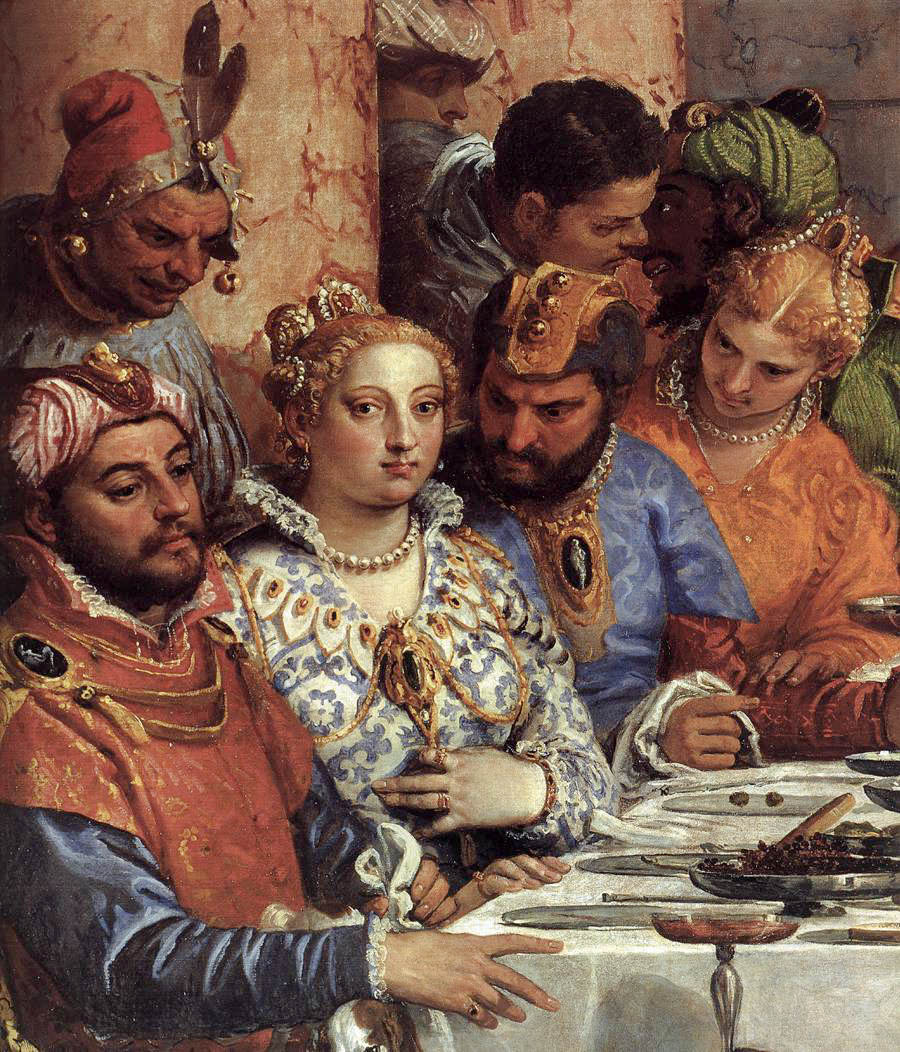
画面左下に描かれた新郎新婦。
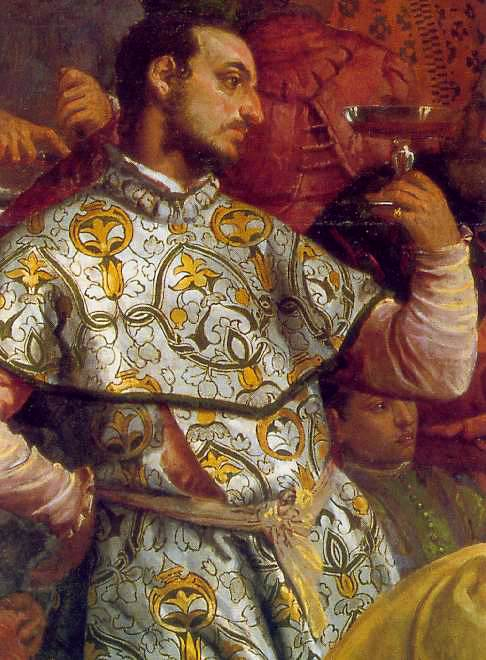
画面中央部下に描かれた詩人ピエトロ・アレティーノ。
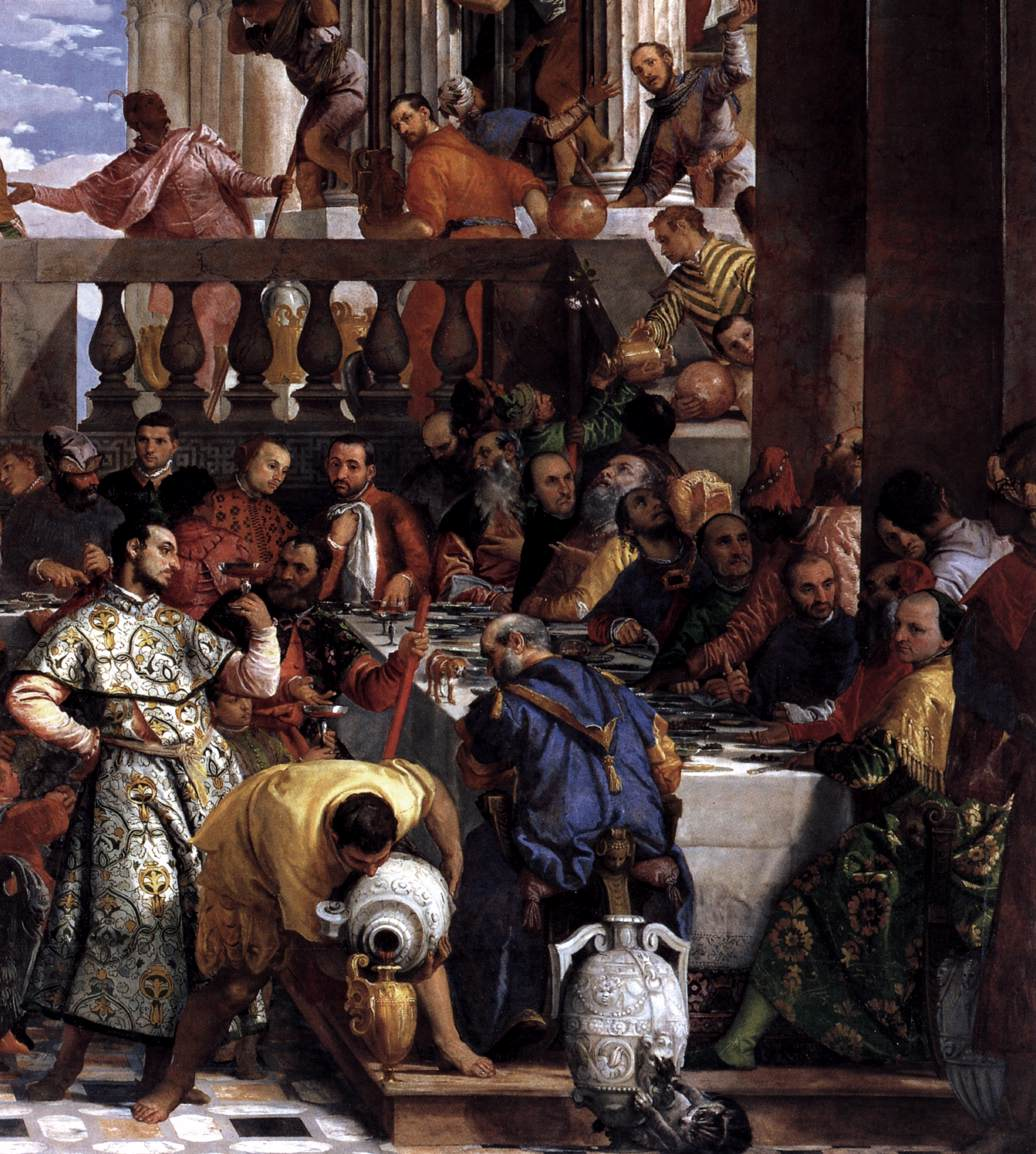
画面左。召使いが石の水がめのワインを注いでいる。

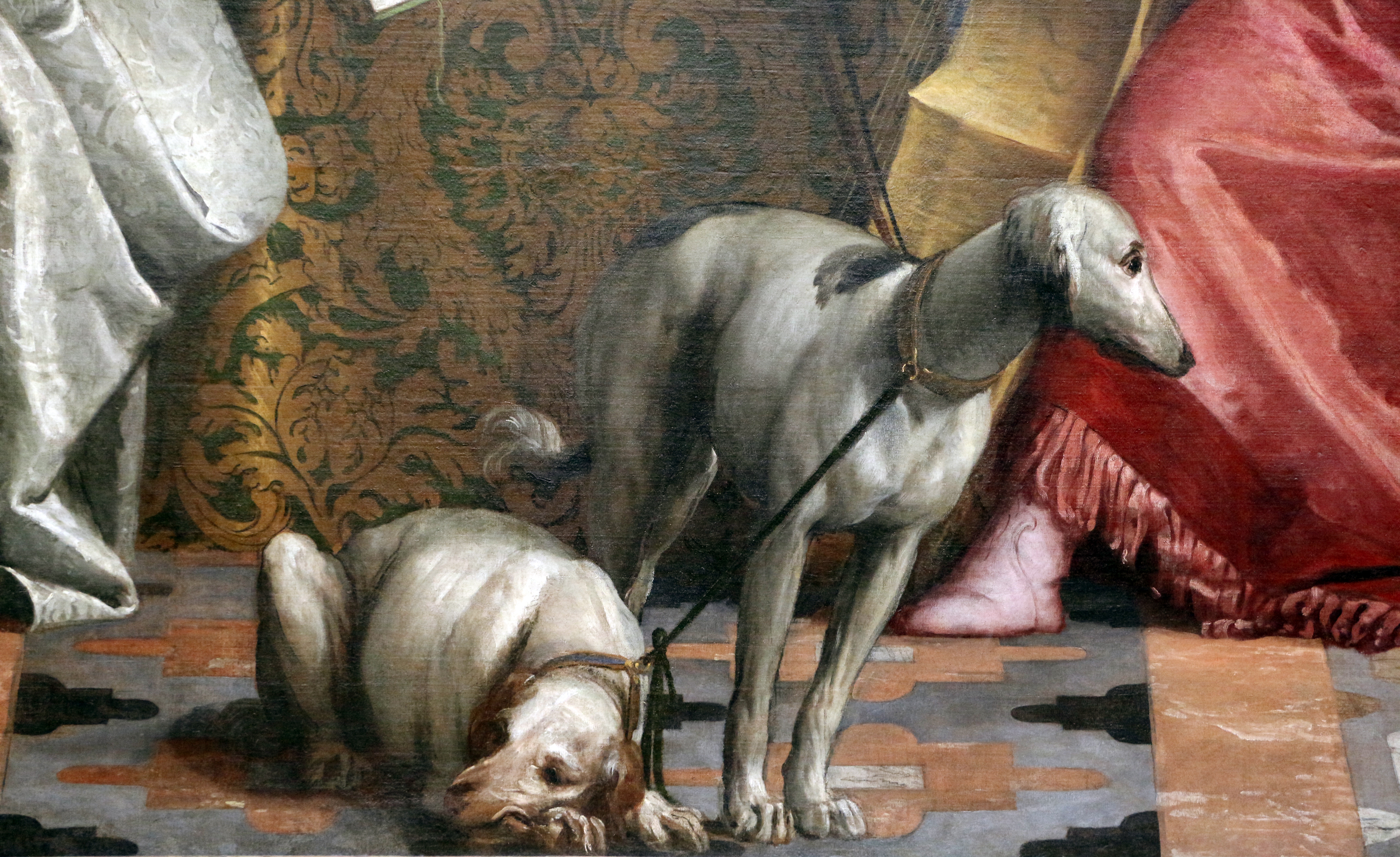
画面中央部下に描かれた犬。
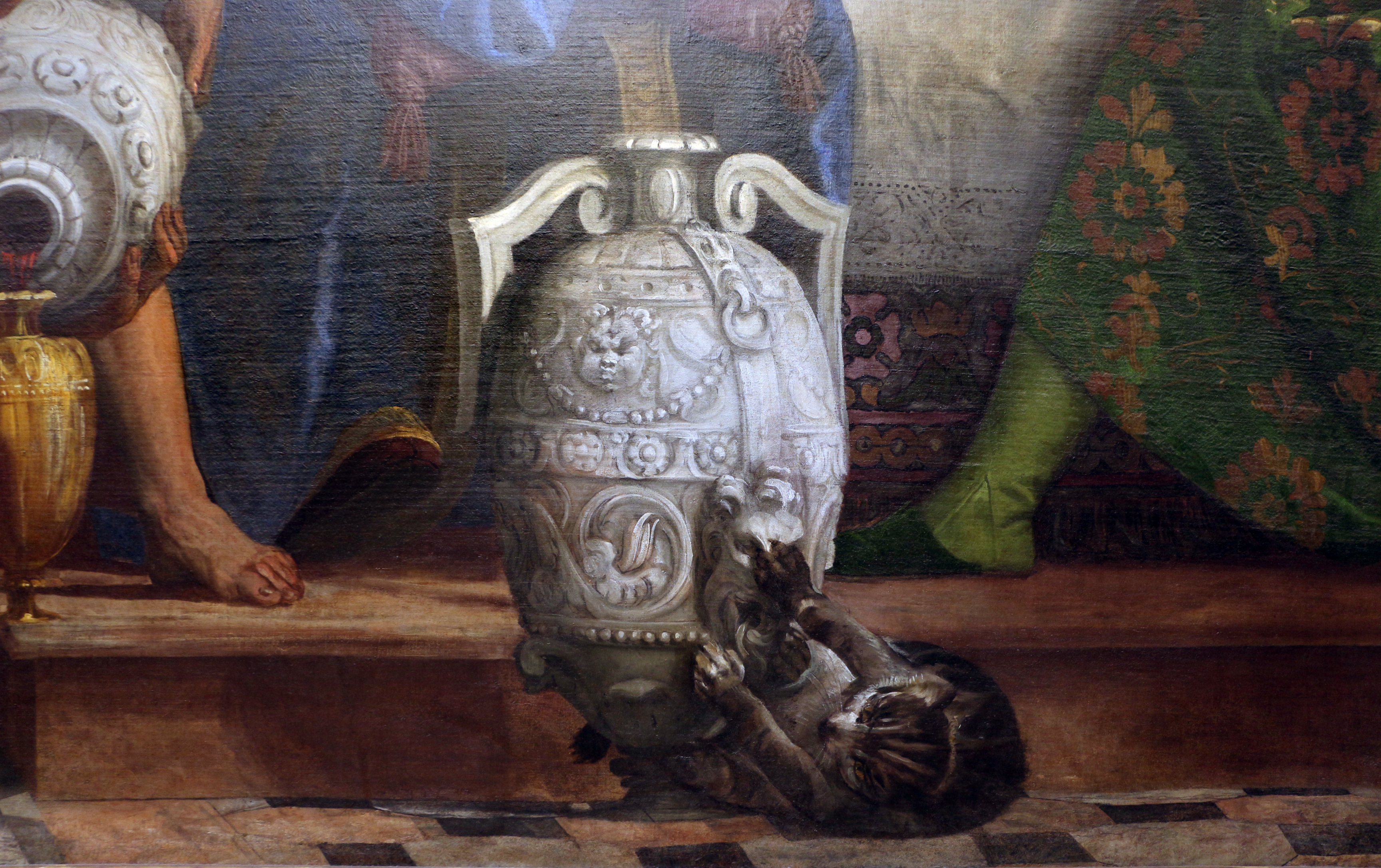
画面右下に描かれた猫。

## 来歴

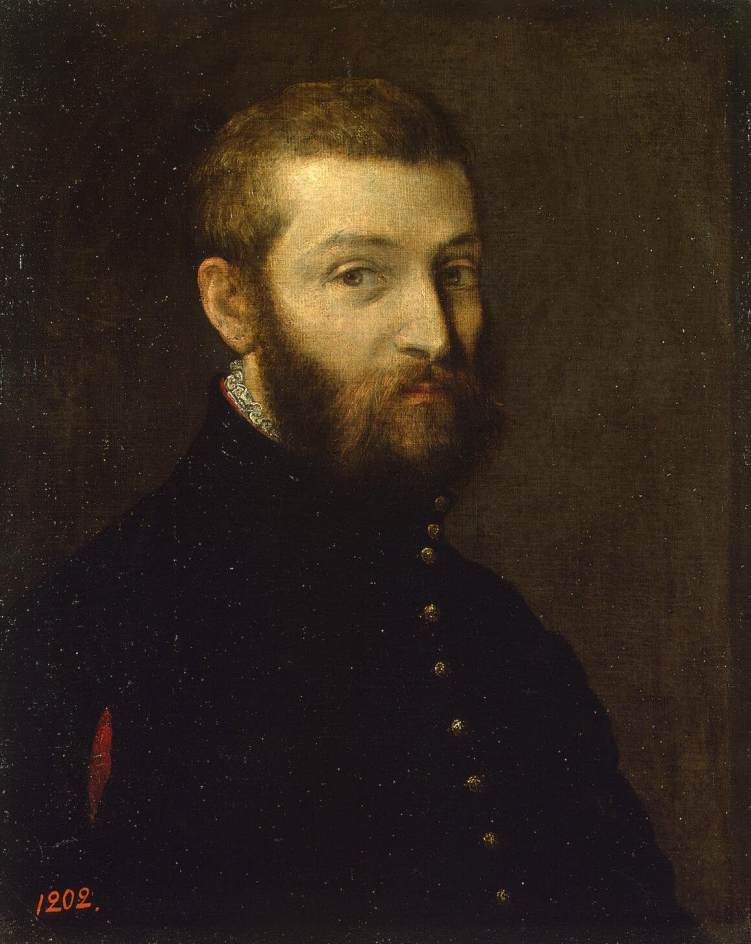
パオロ・ヴェロネーゼの自画像。1558年から1563年の間。エルミタージュ美術館所蔵。

16世紀から18世紀にかけての235年間、絵画はサン・ジョルジョ・マッジョーレ教会の食堂を飾ったが、1797年9月11日、フランス革命戦争（1792–1802）におけるイタリアの侵攻中にナポレオンのフランス革命軍の兵士が戦利品として絵を略奪した。特大の絵画をヴェネツィアからパリの美術館に簡単に運ぶため、フランスの兵士たちは『カナの婚礼』のキャンバスを水平に切り、それをカーペットのように丸めて持ち去ったのち、フランスで再び組み立てて縫合した。1798年、235歳の絵画は他の略奪された芸術作品とともにルーヴル美術館の1階に保管された。5年後の1803年には略奪された芸術品が集められたルーヴル美術館は将来のフランス帝国皇帝の個人的な美術コレクションを展示するナポレオン美術館と改称された。
19世紀初頭、ナポレオン戦争（1803年-1815年）後に、略奪された芸術作品の返還および本国送還はナポレオン後の講和条約に不可欠だった。ローマ教皇ピウス7世によって任命された新古典主義の彫刻家アントニオ・カノーヴァは、ナポレオンがトレンティーノ条約（1797年）によって教皇領から略奪したイタリアの芸術作品の本国送還を交渉したが、公平な意見の持ち主ではなかったナポレオン美術館のキュレーターのヴィヴァン・ドゥノンは、ヴェロネーゼのキャンバスが脆くなって損傷する危険があるためにパリからヴェネツィアに移動できないと事実とは異なる主張をしたため、カノーヴァは『カナの婚礼』を返還リストから除外し、その代わりにシャルル・ルブランの作品『シモン家の饗宴』（1653年）をヴェネツィアに送った。
19世紀後半の普仏戦争（1870年-1871年）の間、当時308歳だった『カナの婚礼』はブルターニュのブレストで箱に保管された。20世紀半ばの第二次世界大戦（1939–45）では、382歳の絵画は保管のために丸められ、第三帝国の12年間（1933年-1945年）に盗まれたナチス・ドイツによる略奪の一部になることを防ぐために、フランス南部の保管場所に絶えず運ばれた。
1797年のナポレオンによる略奪から210周年を迎えた2007年9月11日、サン・ジョルジョ・マッジョーレ修道院のパラディオ式食堂に『カナの婚礼』のコンピュータによるデジタルファクシミリが飾られた。フルサイズ（6.77m x 9.94m）のデジタルファクシミリは1,591のグラフィックファイルで構成され、ヴェネツィアのジョルジョ・チーニ財団およびパリのルーヴル美術館から委託されたマドリードのファクトゥム・アルテによって作成された。

## 修復
1989年、ルーヴル美術館は『カナの婚礼』の修復を開始した。これは11年におよぶシスティーナ礼拝堂のフレスコ画の修復（1989年–1999年）によって引き起こされたような芸術界の論争を引き起こした。芸術遺産の完全性を保護するための協会（Association to Protect the Integrity of Artistic Heritage, APIAH）として組織された芸術家たちは、426歳の絵画の修復に抗議した。

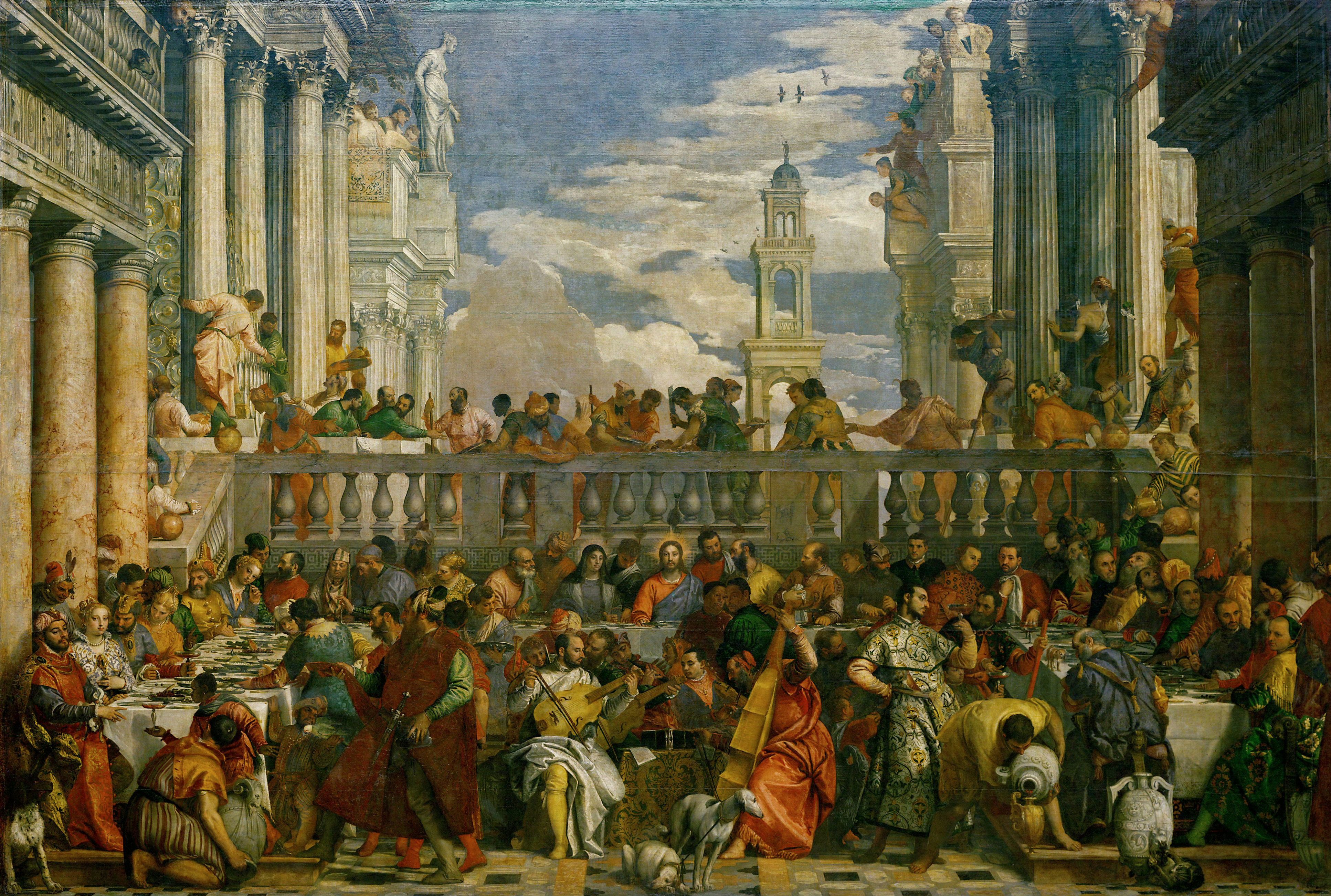
修復前の絵画。ルーヴル美術館が『カナの婚礼』を修復した20世紀まで、家令は赤いタバードを着ていた。「紅い栗色」を除去するとタバードの色は緑になった（画面左下）。

APIAHにとって特に物議を醸したのは、画面左下の前景で、黒人の使用人の少年が新郎新婦に新しい赤ワインの注がれたグラスを手渡す様子を監視している、家令のタバードの紅い栗色が美術館で除去されたことである。赤い色合いの除去はタバードの本来の色が緑色であることを明らかにした。APIAHはこの点を批判して、ヴェロネーゼ自身が絵画のタバードの色を最初のバージョンの緑色から紅い栗色に変更したと主張した。
絵画の修復から3年後の1992年6月、『カナの婚礼』は2回偶発的な損傷を受けた。最初の事故で、キャンバスは通気孔から館内に漏れた雨水が飛び散った。2日後に発生した2番目の事故では、ルーヴル美術館のキュレーターが1.5トンの絵画を展示する壁の上の位置に引き上げていたとき、誤って床に落としてしまった。このとき金属の骨組みがキャンバスに穴をあけて引き裂いた。偶然にも5つの刺し傷と裂け目ができたのは絵画の建築と背景の部分の身であり、結婚式の来賓の顔には影響がなかった。